# USS LST-740
O USS LST-740 foi um navio de guerra norte-americano da classe LST que operou durante a Segunda Guerra Mundial.